# New Orleans Saints 1984

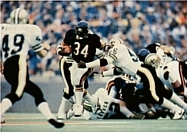
I Saints contro i Chicago Bears in una gara del 1984 al Soldier Field

La stagione 1984 dei New Orleans Saints è stata la 18ª della franchigia nella National Football League. La squadra terminò con 7 vittorie e 9 al terzo posto della propria division, non riuscendo ancora a centrare i primi playoff della sua storia.

## Roster
| Roster dei New Orleans Saints nel 1984 |
| --- |
| Quarterback - 19 Guido Merkens - 16 Ken Stabler - 11 Richard Todd - 18 Dave Wilson Running Back - 22 Tyrone Anthony - 35 Earl Campbell - 46 Hokie Gajan - 38 George Rogers - 30 Wayne Wilson Wide Receiver - 83 Kenny Duckett - 88 Eugene Goodlow - 86 Jeff Groth - 80 Lindsay Scott - 89 Tyrone Young Tight End - 85 Hoby Brenner - 87 Larry Hardy - 82 John Tice Offensive Linemen - 67 Stan Brock T - 78 Kelvin Clark T - 63 Brad Edelman G - 61 Joel Hilgenberg C - 62 John Hill C - 60 Steve Korte G - 64 Dave Lafary T - 68 Louis Oubre G - 72 Chris Ward T Defensive Linemen - 75 Bruce Clark DE - 99 Tony Elliott NT - 97 Jumpy Geathers DE - 98 Reggie Lewis DE - 74 Derland Moore NT - 73 Frank Warren DE - 94 Jim Wilks NT Linebacker - 57 Rickey Jackson OLB - 52 Jim Kovach ILB - 51 Whitney Paul OLB - 53 Scott Pelluer - 58 Glen Redd OLB - 56 Dennis Winston ILB Defensive Back - 26 Jitter Fields - 20 Russell Gary SS - 24 Terry Hoage FS - 25 Johnnie Poe CB - 49 Frank Wattelet FS - 44 Dave Waymer CB Special Team - 7 Morten Andersen K - 10 Brian Hansen P |
| Legenda - I rookie sono in corsivo. - Il primo ruolo è il principale mentre gli eventuali successivi indicano i ruoli secondari. - (IR) sta per Injured Reserve ed indica la lista ristretta per un solo giocatore infortunato che può tornare ad allenarsi dopo la settimana 6 e a rientrare in prima squadra dopo che questa ha giocato 8 partite. - (NF-Inj.) / (NF-Ill.) stanno rispettivamente per Non-Football Injured e Non-Football Illness ed indicano le liste dove viene inserito un giocatore che ha un infortunio o una malattia non dipendente dal football americano. - (PUP) sta per Physically Unable to Perform ed indica la lista dove viene inserito un giocatore mentre è in attesa di recuperare la condizione fisica. Nella stagione regolare dopo la sesta partita giocata dalla propria squadra, il giocatore ha tempo tre settimane per riprendere ad allenarsi, più tre settimane aggiuntive dal suo rientro agli allenamenti per rientrare in prima squadra.                                                                                          |

## Calendario
| Stagione regolare |                        |           |
| Turno             | Avversario             | Risultato |
| 1                 | Atlanta Falcons        | S 36–28   |
| 2                 | Tampa Bay Buccaneers   | V 17–13   |
| 3                 | at San Francisco 49ers | S 30–20   |
| 4                 | St. Louis Cardinals    | V 34–24   |
| 5                 | at Houston Oilers      | V 27–10   |
| 6                 | at Chicago Bears       | S 20–7    |
| 7                 | Los Angeles Rams       | S 28–10   |
| 8                 | at Dallas Cowboys      | S 30–27   |
| 9                 | at Cleveland Browns    | V 16–14   |
| 10                | Green Bay Packers      | S 23–13   |
| 11                | at Atlanta Falcons     | V 17–13   |
| 12                | Pittsburgh Steelers    | V 27–24   |
| 13                | San Francisco 49ers    | S 35–3    |
| 14                | at Los Angeles Rams    | S 34–21   |
| 15                | Cincinnati Bengals     | S 24–21   |
| 16                | at New York Giants     | V 10–3    |

## Classifiche
| NFC West               |    |    |   |      |     |      |     |     |     |
|                        | V  | S  | P | %    | DIV | CONF | PF  | PS  | STR |
| San Francisco 49ers(1) | 15 | 1  | 0 | .938 | 6–0 | 12–0 | 475 | 227 | V9  |
| Los Angeles Rams(4)    | 10 | 6  | 0 | .625 | 3–3 | 7–5  | 346 | 316 | S1  |
| New Orleans Saints     | 7  | 9  | 0 | .438 | 1–5 | 4–8  | 298 | 361 | V1  |
| Atlanta Falcons        | 4  | 12 | 0 | .250 | 2–4 | 3–9  | 281 | 382 | V1  |